# IHOP

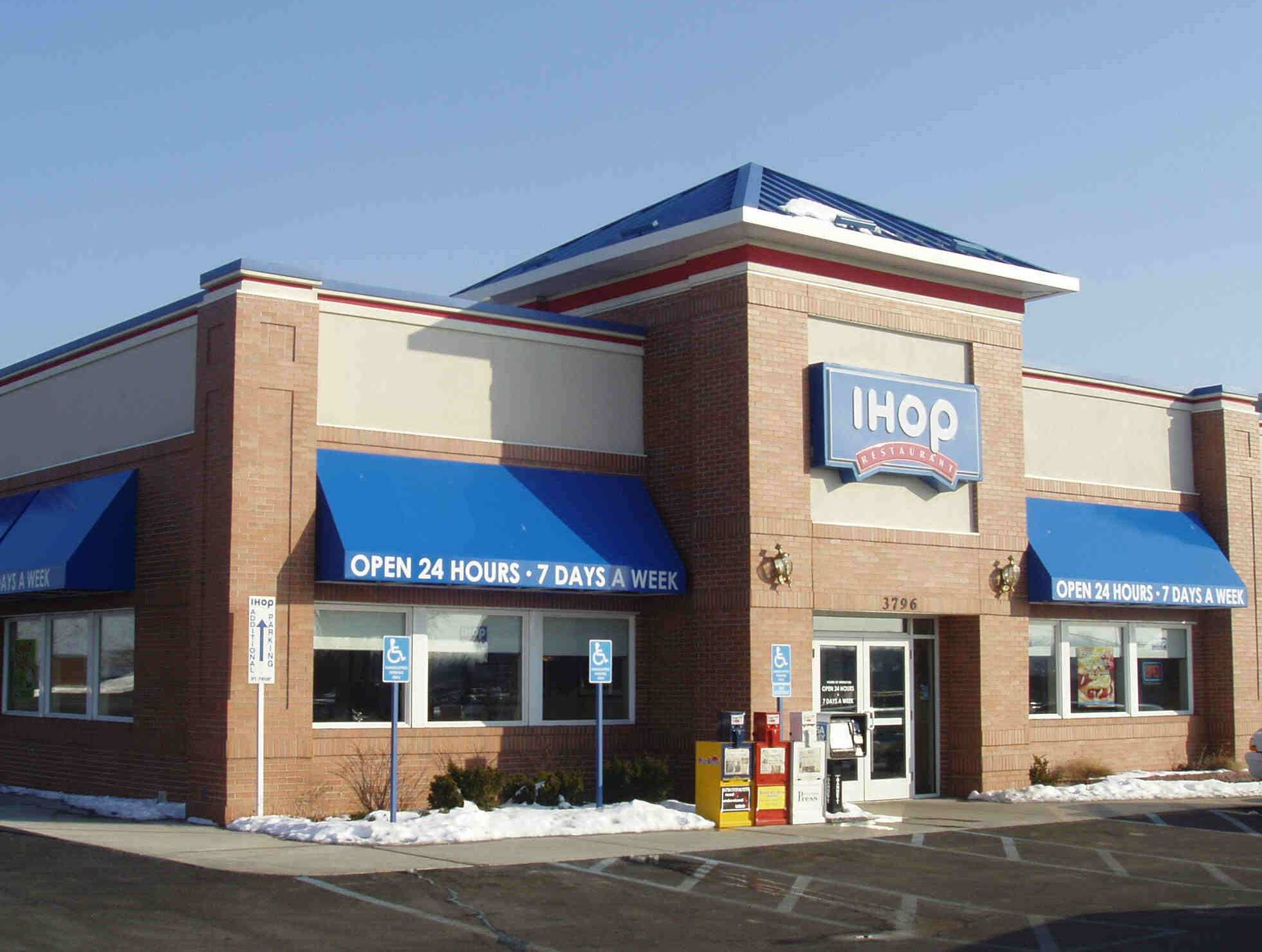
IHOP-restaurant

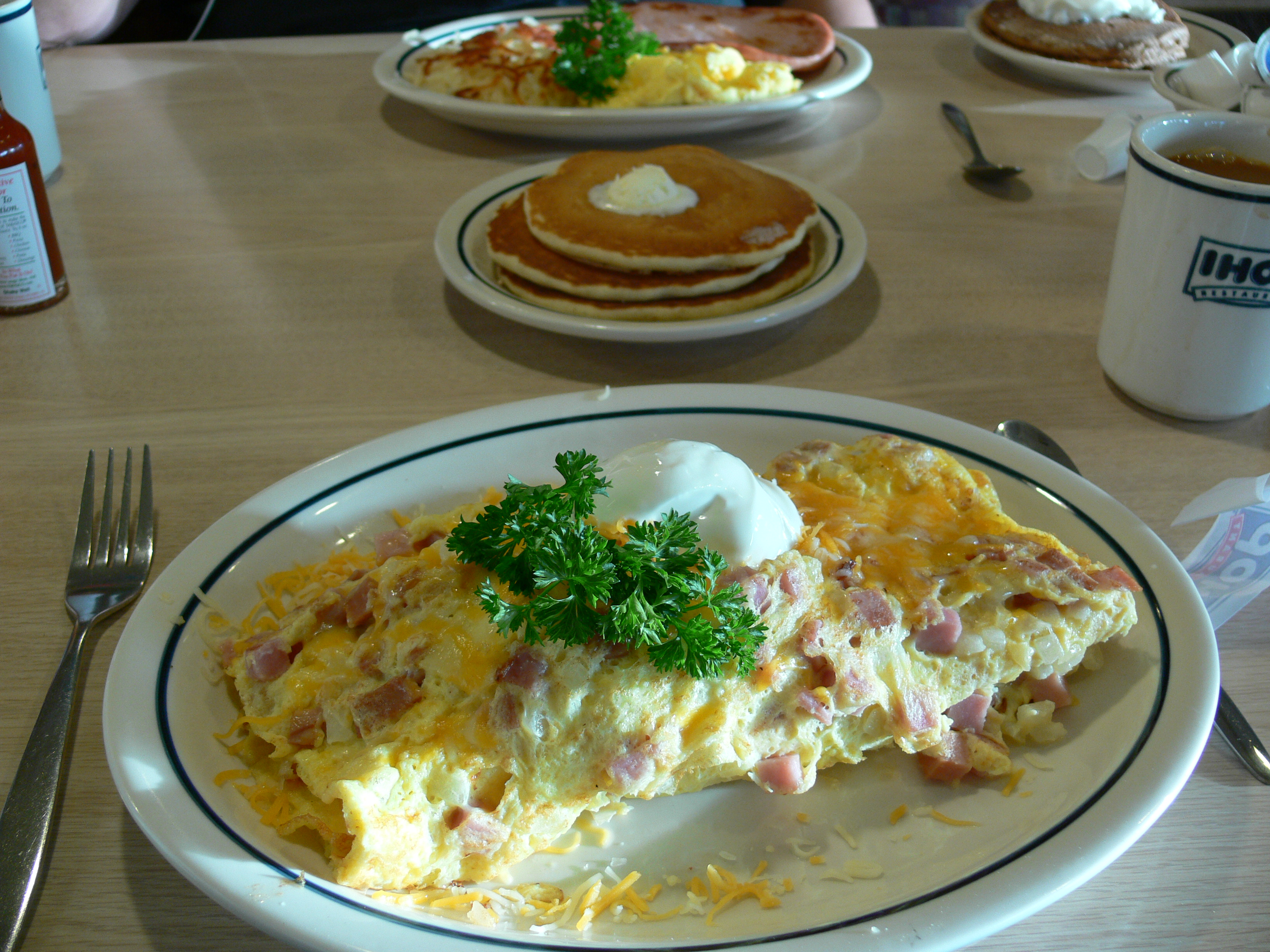
Ontbijt met omelet en pannenkoeken

IHOP, voorheen bekend als The International House Of Pancakes, is een Amerikaanse restaurantketen gespecialiseerd in ontbijtproducten zoals pannenkoeken, omeletten, wafels en wentelteefjes. Er kunnen complete menu's met nagerechten worden besteld. Verder staat IHOP bekend om de grote keuze uit stroop-varianten. 

## Organisatie
In september 2011 waren er in totaal 1532 IHOP-restaurants in alle 50 staten van Amerika, Puerto Rico, de Amerikaanse Maagdeneilanden, Canada, Mexico en Guatemala. Aandelen van IHOP worden verhandeld op de New York Stock Exchange met het symbool IHP. De keten heeft zijn hoofdkantoor in Glendale (Californië).

## Geschiedenis
Het bedrijf werd in 1958 door de broers Al en Jerry Lapin opgericht. Het eerste restaurant werd op 7 juli 1958 in Toluca Lake, ongeveer 20 km ten noorden van Los Angeles, geopend. Het oorspronkelijke doel was om een breed assortiment aan pannenkoeken en vergelijkbare gerechten aan te bieden voor een betaalbare prijs. Later werd, om de concurrentie het hoofd te kunnen blijven bieden, besloten om naast ontbijt ook lunch en dinermogelijkheden aan te bieden. Van 1979 tot 1982 was IHOP in handen van de Oostenrijkse Wienerwald Holding. Sinds 2007 is IHOP eigenaar van de restaurantketen Applebee's.